# 遺伝子工学

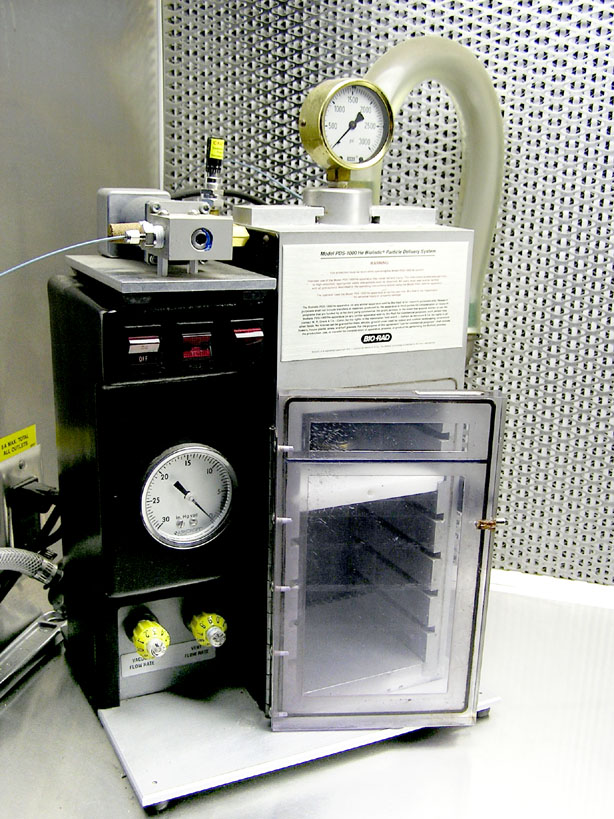
遺伝子銃を使用してDNAを植物組織に挿入する。

遺伝子工学（いでんしこうがく、英：genetic engineering）とは、遺伝子を人工的に操作する技術を指し、特に生物の自然な生育過程では起こらない人為的な型式で行うことを意味している。遺伝子導入や遺伝子組換え（いでんしくみかえ：組換えDNA（くみかえDNA））などの技術で生物に遺伝子操作（いでんしそうさ）を行う事を一般に指す。

## 語源
遺伝子工学という語の初出はSF作家のジャック・ウィリアムスンが1951年に著した『Dragon's Island』とされる。

## 概要
遺伝子工学は、DNAを分離し、操作し、細胞もしくは生物に再導入して、そのDNAが増殖できるようにする過程からなる。細胞中で、タンパク質の構造は、DNAの配列によって決定されるため、DNA操作によってタンパク質の改変や、新たなタンパク質を発現することができる。その一つの方法として、遺伝子を含むDNA断片を分離し、遺伝子を切り出して、他のDNAの部分に導入するものがある。遺伝子工学は、細胞融合やクローン技術などと統括して、バイオテクノロジーと総称される。なお、生物で自然に起こる過程としてのDNAの組換えについては、遺伝的組換えを参照のこと。
遺伝子工学を用いる目的は、有用なタンパク質の発現、新たな形質を導入する生物の開発などである。遺伝子工学を活用した例として、細菌や培養細胞によるインスリンやエリスロポエチンなどの薬効成分の生産、除草剤耐性などの性質を添加した遺伝子組換え作物、遺伝子ターゲティング、遺伝子操作した研究用マウス（トランスジェニックマウス）、遺伝子治療などがある。生物学・医学の実験技術としても、遺伝子操作が盛んに行われる。
1970年代初頭までに、DNAを特定の位置で切断する制限酵素、DNA断片をつなぎ合わせるDNAリガーゼ、DNAを細胞に導入する形質転換の技術が開発され、これらが組換えDNA技術の基礎となった。さらに1980年代にはポリメラーゼ連鎖反応 (PCR) によって目的とする遺伝子の複製が容易に行えるようになり、遺伝子工学はますます利用範囲を広げた。

## 実験技術の例
ゲノムプロジェクトの進展により、遺伝子科学は新しい段階に入った。存在が明らかになっても機能が不明な遺伝子が増え、これを調べる研究（逆遺伝学と呼ばれる）が生物学でますます重要性を増している。また生物学の関心は個別の遺伝子・タンパク質から、膨大なタンパク質の間の相互作用ネットワーク、およびそれと各種生命現象との関係に移りつつある。これらの研究にも遺伝子操作技術は不可欠である。
近年特に発展している実験技術の例を挙げると、次のようなものがある。

### 遺伝子破壊
遺伝子の機能を失わせる技術。これにより、特定の遺伝子の突然変異によって何が起こるかを明らかにでき、特に発生学への寄与が大きい。
これには動植物や微生物を対象として、個体群にランダムな突然変異を導入し、子孫の中から目的の変異を持つものを選抜する方法が含まれる。これは従来から用いられてきた方法で、必ずしも遺伝子操作によるものではない。
これに対し、遺伝子操作によって特定の遺伝子を破壊する方法を遺伝子ノックアウトという。動物においては、組換えDNAを胚性幹細胞に取り込ませ、ここで元来持っていた遺伝子が操作した遺伝子で置き換わる。この細胞を胚に注入して個体にまで育成する。
ノックアウトに類似の方法で、遺伝子ノックダウンというものがある。これは遺伝子自体を破壊するのでなく、RNA干渉などにより遺伝子の発現を阻止する方法であり、ノックアウトよりはるかに容易に実行できる場合が多い。

### ノックイン
ノックアウトと逆に、ある遺伝子の機能を増強する方法である。これには遺伝子コピー数を増やす方法と、発現量を増やす方法がある。

### トラッキング（追跡）実験
目的のタンパク質を追跡して、細胞内での局在や相互作用について情報を得る方法である。この方法の一つとしては、野生型遺伝子をGFPなどのレポータータンパク質との融合遺伝子に置き換える方法がある。これにより目的タンパク質がリアルタイムで可視化できる。ただしこうすることで蛋白質の性質が変化してしまうこともあるので注意を要する。さらに改良法として、タンパク質分子に機能には影響を与えないような小さいペプチドタグを付け、抗体で追う方法も試みられている。

## 応用
最初の遺伝子組換え医薬はヒトのインスリンで、アメリカで1982年に承認された。もう一つの初期の応用例にはヒト成長ホルモンがあるが、これは以前には遺体から抽出されていたものである。1986年には最初のヒト用組換えワクチンであるB型肝炎ワクチンが承認された。これ以後、多くの遺伝子組換えによる医薬・DNAワクチンが導入されている。
このほかに遺伝子工学の応用としてよく知られるのは、すでに実用化されている遺伝子組換え作物などを含む遺伝子組換え生物 (GMO) である。まだ実用化はされていないが有望視され研究されているものに、経口用ワクチンやアレルギー治療用ペプチドを、作物で安価に生産する試みがある。
ヒトを遺伝的に「改良」することは倫理上の重大問題だとする意見がある一方、体の一部の細胞に必要な遺伝子を導入して（生物種としてのヒトを変えることにはならない）不足・欠失している機能を補う遺伝子治療は有望視され、すでに治験段階に入ったものもある。

## 危険性と規制
1970年代の遺伝子工学の発展により、生物学・医学に対する無限の可能性が生まれたと多くの研究者が考えたのに対し、バイオハザードの現実的危険を訴える声も挙がり、倫理的問題も指摘された。ポール・バーグによる最初の本格的な遺伝子組換え実験を契機として、1975年のアシロマ会議で遺伝子組換え実験の規制に関する議論が行われ、その後の自主的規制の基礎的枠組みが構築された。
2003年には生物多様性保護の観点からカルタヘナ議定書が締結され、現在締約国はこれに基づく法的規制（日本ではカルタヘナ法）を行っている。
2015年にはCRISPRを用いた世界初のヒト受精卵の遺伝子操作が中国で行われ、国際的に物議を醸した。2016年にも世界で2例目のヒト受精卵のゲノム編集が中国で行われ、同年10月に世界初のゲノム編集の人体応用となる臨床試験、翌年2017年3月には世界初の正常なヒト受精卵へのゲノム編集も中国で行われ、さらに2018年11月には中国人科学者が世界で初めてデザイナーベビー「露露と娜娜(ルルとナナ)」の誕生を発表して中国当局の調査で実在を確認され、この科学者はヒト免疫不全ウイルス（HIV）への耐性を与えることを目的としたこの遺伝子操作が脳機能と認知能力の強化をもたらしたとする動物実験に言及していたことから人間強化の一種である知能増幅を行った可能性も懸念され、これに対して日本医師会や日本医学会のような学会も非難し、世界保健機関（WHO）はゲノム編集の国際基準を作成するための専門家委員会を設置するなど世界的な波紋を呼んだ。CRISPR/Cas9をはじめとした、ゲノム編集技術に対しては、ヒトの受精卵等の生殖細胞についての倫理的な懸念がもたれていたが、着床させる操作が国際的な学会の合意により自主規制されることになった。但し、定期的に規制を見直すべきとも述べられている。なお、日本国内に限れば、厚生労働省によるガイドラインで、生殖細胞と受精卵の遺伝子改変を着床の是非に関わらず全面的に禁止している。
遺伝子組換え体の菌種の培養容量は20リットル以内に制限されている。一方、突然変異体であればこのような培養容量の制限は無い。